# Illustratie

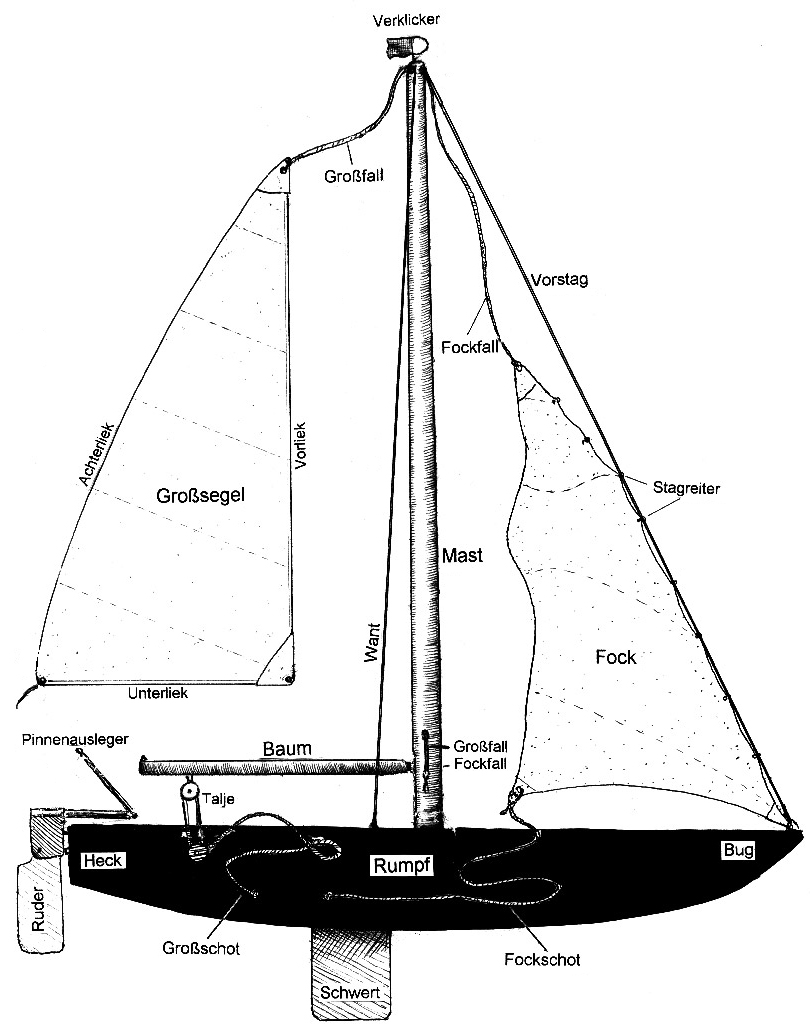
Illustratie van een zeilboot

Een illustratie is een (meestal) visuele toelichting bij een verhaal, een beschrijving of een bewering.
Meestal is een illustratie een tekening of een toepasselijke foto bij een geschreven verhaal. De illustratie beeldt dan een fragment uit waardoor de lijn van het verhaal zichtbaar wordt voor de lezer of de sfeer van het verhaal wordt geaccentueerd. Een illustratie is dan een visuele uitleg of verduidelijking. Kinderboeken en wetenschappelijke verhandelingen worden vaak met illustraties verluchtigd.
Men kan de volgende twee soorten illustraties onderscheiden:
1. Tekeningen van (complexe) objecten of situaties, zie infographic
2. Weergave van informatie door een cartoon

Een bijzonder vorm van illustreren is het toepassen van illuminaties.
Een illustratie kan in overdrachtelijke zin ook een uitleg zijn bij een verhaal of bij een presentatie. Daarbij is de illustratie zelf ook weer een verhaal, dat echter als een voorbeeld kan dienen ter verduidelijking van het gespreksonderwerp. In de Bijbel wordt een gelijkenis als illustratie bij de leer van Jezus Christus gebruikt.
Volgens sommigen is een nadeel van het gebruik van illustraties dat de fantasie van de lezer of toehoorder minder wordt geprikkeld dan bij verhalen zonder illustraties, omdat de illustratie een deel van de onduidelijkheid invult, bijvoorbeeld over het uiterlijk van een hoofdpersoon.

## Strips
Een beeldverhaal of stripboek is een tekst waarbij een verhaal verteld wordt met een reeks illustraties. De tekst kan in de tekeningen staan in tekstballonnen of tekstbalken (voice-over), of de tekst kan, gescheiden van de illustraties, erboven of eronder staan.